# دارين رايت (لاعب كرة قدم)
دارين رايت (بالإنجليزية: Darren Wright)‏ هو لاعب كرة قدم بريطاني في مركز الهجوم، ولد في 7 سبتمبر 1979 في وارينغتون في المملكة المتحدة. لعب مع نادي تشستر سيتي.